# Duilio De Pieri
Duilio De Pieri (San Donà di Piave, 13 giugno 1931 – San Donà di Piave, 2 aprile 2004) è stato un ciclista su strada italiano.

## Biografia
Nato nel 1931 a San Donà di Piave, in provincia di Venezia, nel 1952 vinse la 3ª tappa del Giro di Puglia e Lucania.
Passato professionista nel 1953 da individuale, nel 1955 vinse la 2ª tappa del Tour de Tunisie e prese parte al Giro di Lombardia di quell'anno, arrivando 82º.
Dopo un passaggio nella squadra spagnola U.C. Torrasa-Mostajo nel 1956, nel 1957 tornò individuale e partecipò alla Milano-Sanremo di quell'anno, terminando al 144º posto.
Morì nel 2004, a 72 anni. 

## Palmarès
- 1952 (Dilettanti, 1 vittoria)

3ª tappa Giro di Puglia e Lucania
- 1955 (Individuale, 1 vittoria)

2ª tappa Tour de Tunisie

## Piazzamenti

### Classiche monumento
- Milano-Sanremo

1957: 144º
- Giro di Lombardia

1955: 82º